# کیریمتیا
کیریمتیا (به لاتین: Kirimetiya) یک منطقهٔ مسکونی در سری‌لانکا است که در استان مرکزی (سری‌لانکا) واقع شده‌است.